# エビスサーキット

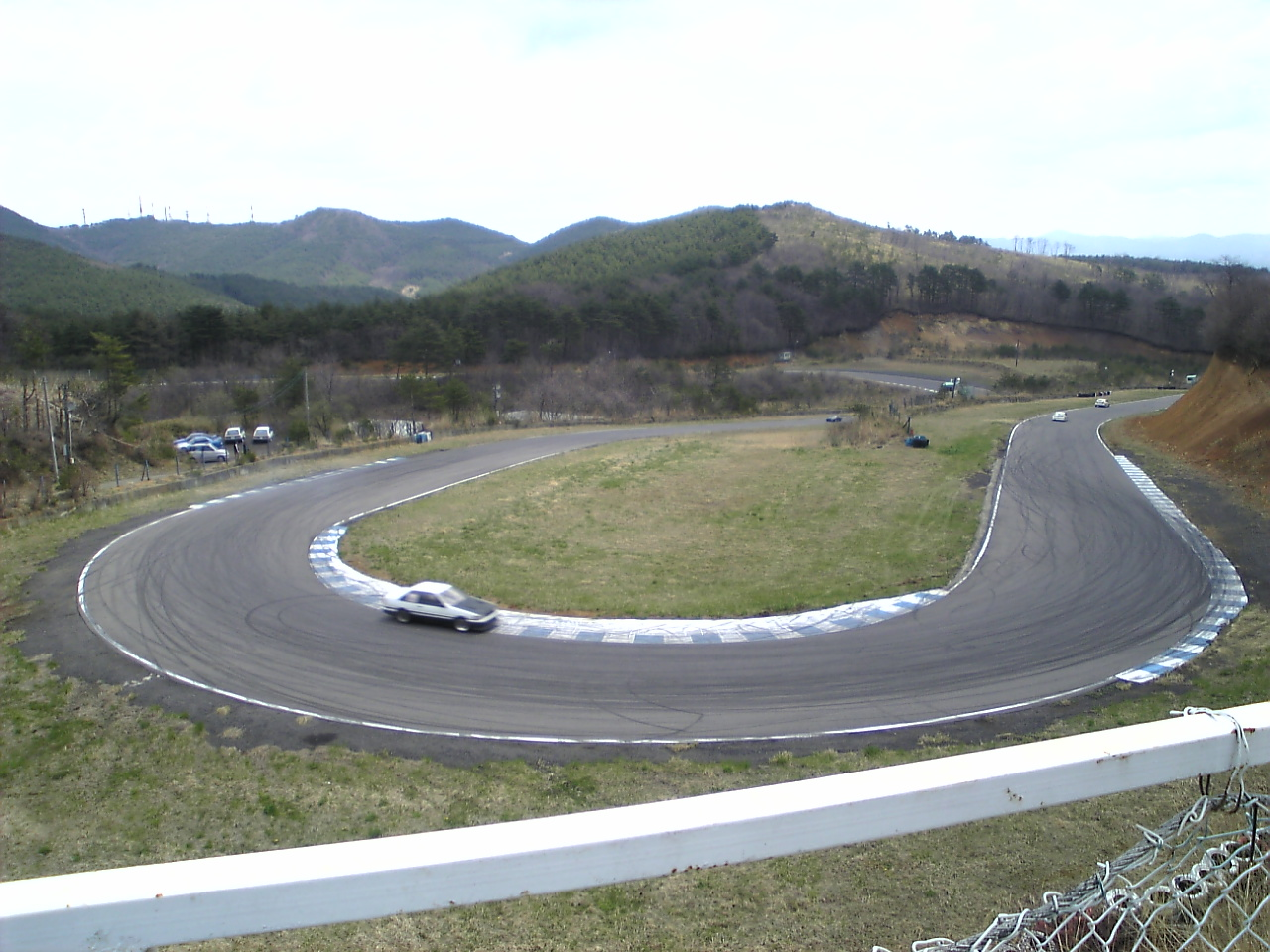
東コースのヘアピン（2010年5月）

エビスサーキット（英: Ebisu Circuit）は、福島県二本松市にある自動車レース場。敷地内にいくつものコースを持ち、レースからスポーツ走行、ドリフト競技まで幅広い営業を行っている。運営は株式会社エビスサーキットが行っており、D1グランプリの2006年度、2012年度チャンピオン、熊久保信重が代表を務める。

## 概要
1986年に開業。安達太良山の麓に広がる高原地帯に9つものコースを有し、様々なイベントが開催されている。各コースは比較的小規模であり、SUPER GTやスーパーフォーミュラなどのビッグレースの開催こそないものの、D1グランプリをはじめとするドリフト競技の開催で知られており「ドリフトの聖地」と呼ばれることもある。近年はドリフトの観戦や練習のために訪れる外国人も多く、年間2000人以上の外国人がドリフトを目当てにサーキットに集まる。
東北サファリパークと併設されており、ゲートからサーキットへと向かう道沿いには、様々な動物が飼育されている。

## コース
くるくるランド、ひざスリランドを除く全コースがナイター設備を持ち、夜間走行も可能である。
2021年2月の福島県沖地震で大規模な土砂崩れが発生し、西コースは約半分が土砂に埋まってしまったほか、ドリフトスタジアムや北コースも被害を受けた。運営会社では被害が軽微だった東コースを中心に営業を順次再開しており、西コース等についても今後改修しての営業再開を予定している。
2021年10月23日公開のビデオオプションの公式YouTubeチャンネルにて、ドリフトスタジアムのダート化や西コースの土砂崩れが発生した箇所のバンク化をすることを発表した。

### 東コース
- 全長 - 2,061m（JAF、MFJ公認コース）

エビスサーキットで最も長い歴史を誇るコース。最大の特徴は最大標高差67mというアップダウンで、日本屈指のマウンテンコースとなっている。

### 西コース
- 全長 - 2,103m（JAF、MFJ公認コース）

エビスサーキットで最も長い距離のコース。走行会やサンデーレース、ママチャリレースなどが行われる。
フォーミュラ・ドリフト・ジャパンの開催コースとして有名だが、D1グランプリでも2020年第6戦で初めて使用された。同シリーズで長年使われてきた南コース（ドリフトスタジアム）のダート路面化に伴い、2022年からは西コースが使用される。同年の第4戦・第5戦は既存のレイアウトで開催されたが、第8戦・第9戦では上述のバンク区間を含むコースが採用された｡

### 南コース（スライドパーク）
- 全長 - 1,203m

2010年 - 2021年までは「ドリフトスタジアム」と呼ばれていた。D1グランプリの開催で有名であり、最終コーナーからジャンプするようにホームストレートへ飛び出し、ストレートの壁ぎりぎりを駆け抜ける独特のレイアウトから人気が高かった。2021年をもって舗装路面での営業を終了し、2022年からは見た目ダートコースとなっているが、実はアスファルト舗装の表面を数センチ削り、削ったアスファルトを砕いて敷き詰めただけ。コースレイアウトはドリフトスタジアム時代から変わっていない。

### 北コース
- 全長 - 1,155m

エビスサーキットの中で最も標高の高い場所に位置する。長めのストレートとRの大きい第1コーナーが特徴。

### 新峠コース
- 全長 - 1,500m

峠の道を再現したコース。ブラインドコーナーの多さや激しいアップダウンが特徴。

### ドリフトランド
フラットな地形の、全面アスファルト舗装のコース。自由なコースレイアウトでドリフトの練習を行うことが可能。

### スクールコース
- 全長 - 420m

ドリフトのステップアップを目的としたコースだが、2輪のライディングスクールなどでも使用される。

### くるくるランド
全面舗装のフラットな広場。ドリフトの基本である回転の練習が可能。

### ひざスリランド
東コース第2パドック裏に設けられた、2輪専用のひざ擦り練習コース。

## イベント

### ドリフト
- 興行としてはD1グランプリの開催が有名である。前身となる全日本ドリフト選手権時代（2000年）から毎年ドリフトスタジアム（南コース）で開催されており、近年は夏休み期間中の8月に行われている。
  - 2020年はドリフトスタジアムに加え、初めて西コースでも開催した。
  - ドリフトスタジアムでの開催は、サーキットの改装工事に伴い2021年シーズンをもって終了した。2022年以降は西コースを使用する予定。
- フォーミュラ・ドリフト ジャパンも西コースで開催されている。また、2017年には、サーキット主催のドリフト選手権であるエビスドリフトシリーズ（EDS）がスタートした。
- 年に3回ドリフト祭りが開催されており、全コースでのスポーツ走行が2日間走り放題となる。祭りには数百台のマシンが集まり、ドリフト走行などを楽しんでいる。

### その他
- JAF全日本ジムカーナ選手権 - 西コースで開催。
- MFJ全日本スーパーモト選手権
- エビススーパー耐久レース
- フォーミュラバトルFJ1600
- LOVE&PEACEレース - 2輪のロードレース
- 過去には全日本ラリー選手権でスペシャルステージとして使われたこともある。

## アクティビティ
ドリフトタクシー
バケットシートを4脚装備した車両に乗り込み、エビスサーキットの各コースでのドリフトを楽しむアトラクション感覚のコンテンツ。ドライバーは熊久保信重とサーキットに勤務する現役ドリフトドライバーの末永直登が務める。
ドリフト体験パック
ドリフト用にセッティングされた車両をレンタルし、専任の講師が作成したプログラムの下でドリフトを体験することができる。
ドリフトプライベートレッスン
参加者の愛車で、講師の指導を受けながらドリフトをマンツーマンで練習することができる。
スライドオーバル
2019年開始。バイクでスライド走行をトレーニングする。

## 周辺施設
- 東北サファリパーク - 同サーキットの関連施設
- 塩沢温泉
- 二本松塩沢スキー場 - 同サーキットの関連施設であり、冬期の駐車場を利用し雪上サーキットが作られたこともある。

## アクセス
- 福島交通バス「東北サファリパーク前」停留所下車
- 東北自動車道 二本松ICから約15分、エビスサーキットもしくは東北サファリパークの案内看板にそって進む。